# Dolichopus amginensis
Dolichopus amginensis är en tvåvingeart som beskrevs av Stackelberg 1928. Dolichopus amginensis ingår i släktet Dolichopus och familjen styltflugor. Inga underarter finns listade i Catalogue of Life.